# Giengen
Giengen an der Brenz é uma cidade da Alemanha, no distrito de Heidenheim, na região administrativa de Estugarda, estado de Baden-Württemberg.
A cidade se localiza às margens do rio Brenz, e por isso se adiciona o nome do rio ao da cidade. 
Atualmente vivem cerca de 20 mil pessoas em Giengen.
Pertencem à Giengen an der Brenz os seguintes subdistritutos: Burgberg, Hohenmemmingen, Hürben e Sachsenhausen.
A  região é muito bonita, e pode-se fazer passeios magníficos por trilhas de bicicletas, em meio a uma natureza exuberante, além de caminhadas ao ar livre.
Existe uma caverna muito interessante para se visitar (Charlotten-Höhle no subdistrito de Hürben), além de muitos parques para crianças brincarem e bons restaurantes.

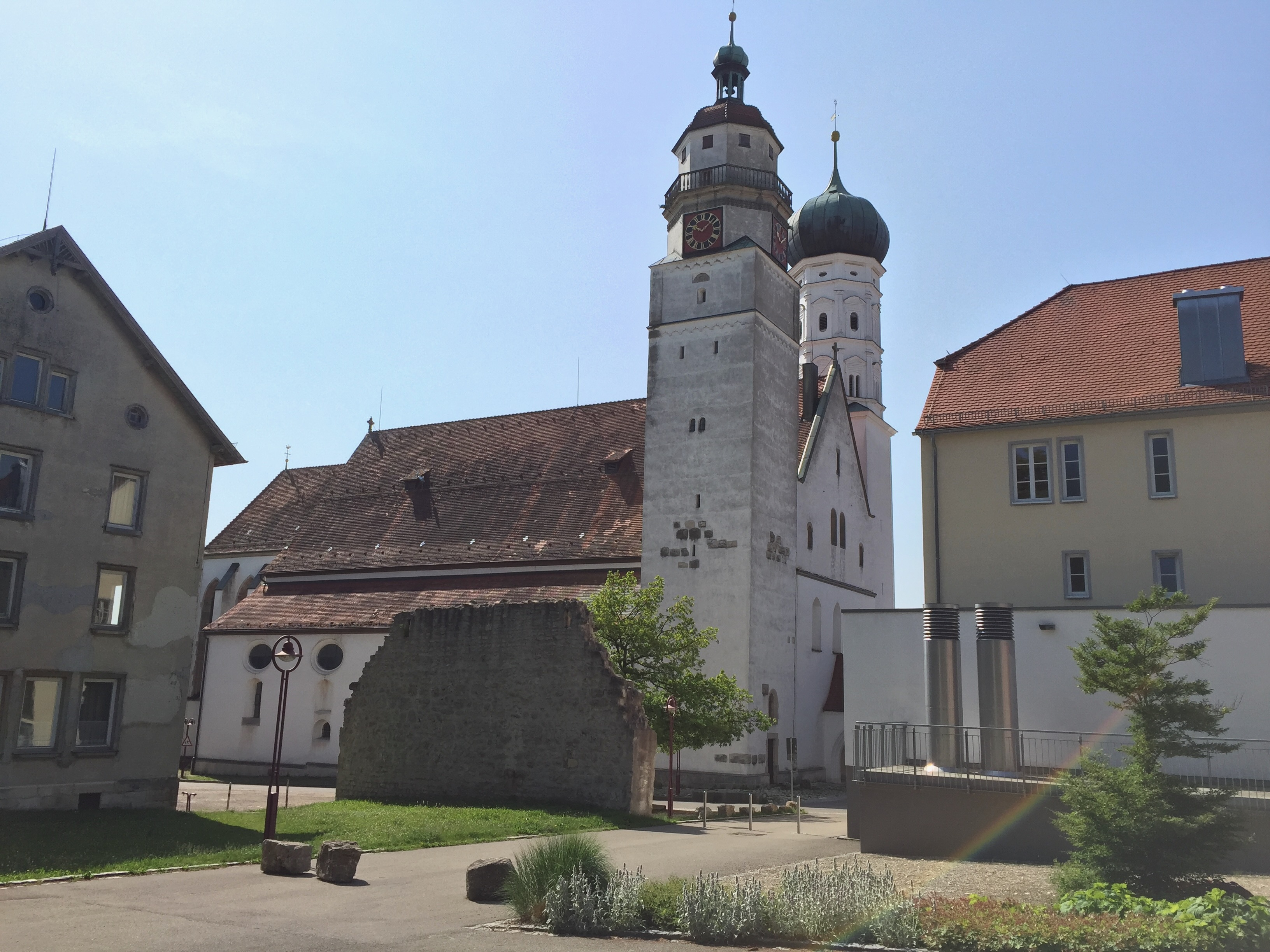
Igreja evangélica de Giengen

A principal igreja da cidade é evangélica, com mais de 350 anos, e fica no centro histórica da cidade.
As principais indústrias da cidade são: 
1-) BSH Eletrodomésticos, uma empresa afilhada da Bosch que produz freezers e refrigeradores principalmente para o mercado europeu, com produção anual de 1,7 milhões de produtos, emprega cerca de 2400 funcionários, e existe desde 1949 na cidade. 
2-) Ziegler, uma fabricante de carros de bombeiros, e uma das 3 principais fabricantes do mercado europeu.
3-) Steiff, a primeira fábrica de bichos de pelúcia do mundo, fundada em Giengen a mais de 140 anos, e onde nasceu o famoso ursinho Teddy. Um show a parte é seu museu, contando a história da empresa e a genialidade da sua fundadora, uma mulher paralítica e seu irmão empreendedor.

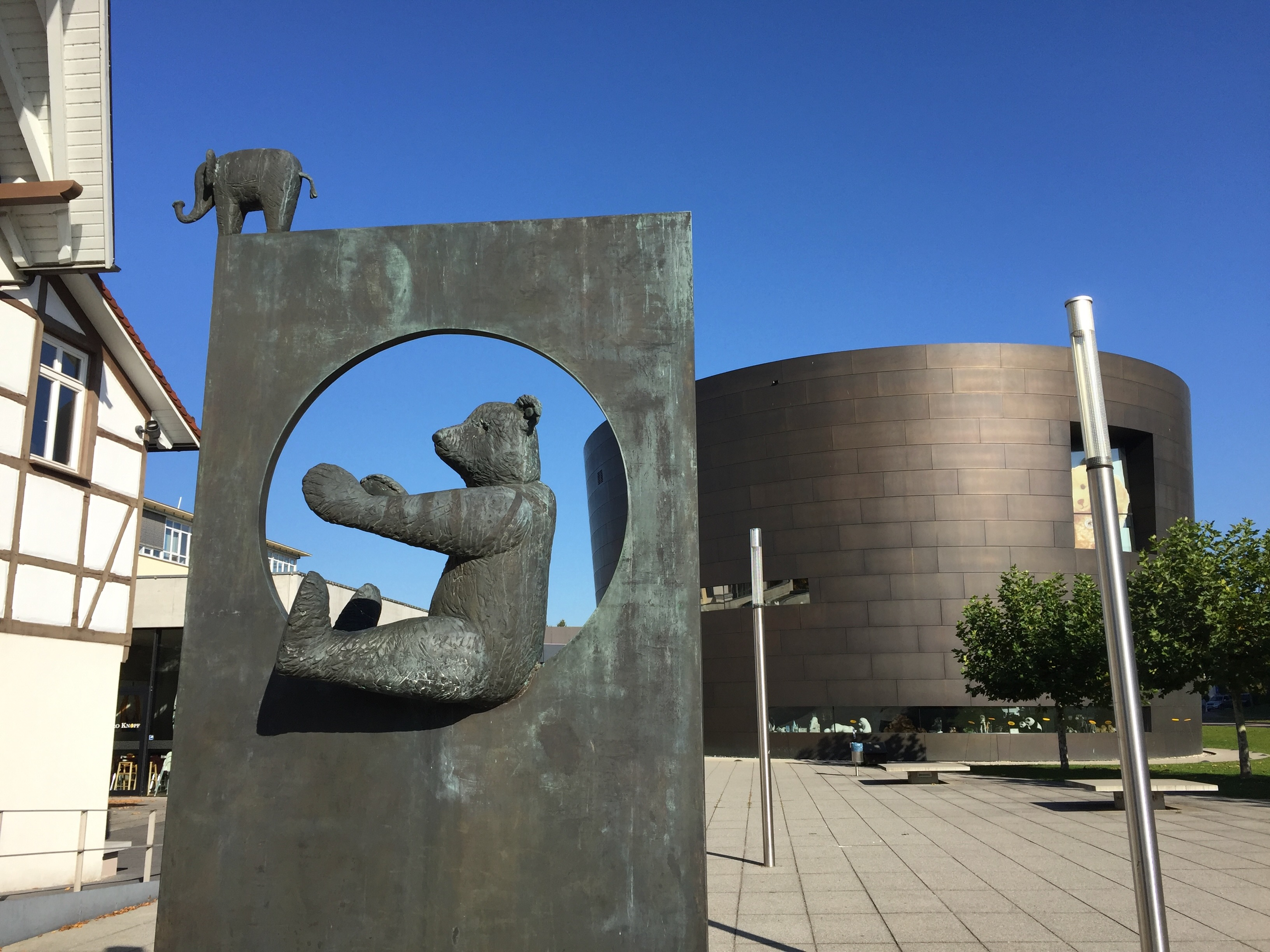
Fábrica e museu da Steiff

Giengen se localiza geograficamente à distancias curtas de cidades várias turísticas, possibilitando vários passeios de um dia (bate e volta).
Ulm fica a 33min (44,4km), Rothenburg ob der Tauber 1h 3min (98,8km), castelo Neuschwanstein 1h 31min (157km), Lindau no Bodensee 1h 23min, Munique 1h 46min, Stuttgart (Museu da Mercedes Benz) 1h26min.
Giengen, apesar de pequena, é uma cidade multicultural, tendo recebido muitos imigrantes nas décadas de 70 e 80 da Sicília, Grécia, Turquia e Rússia, e se beneficia disso, integrando na cidade bons restaurantes italianos, gregos, turcos, asiáticos e naturalmente alemães, especializados na culinária suábia. 

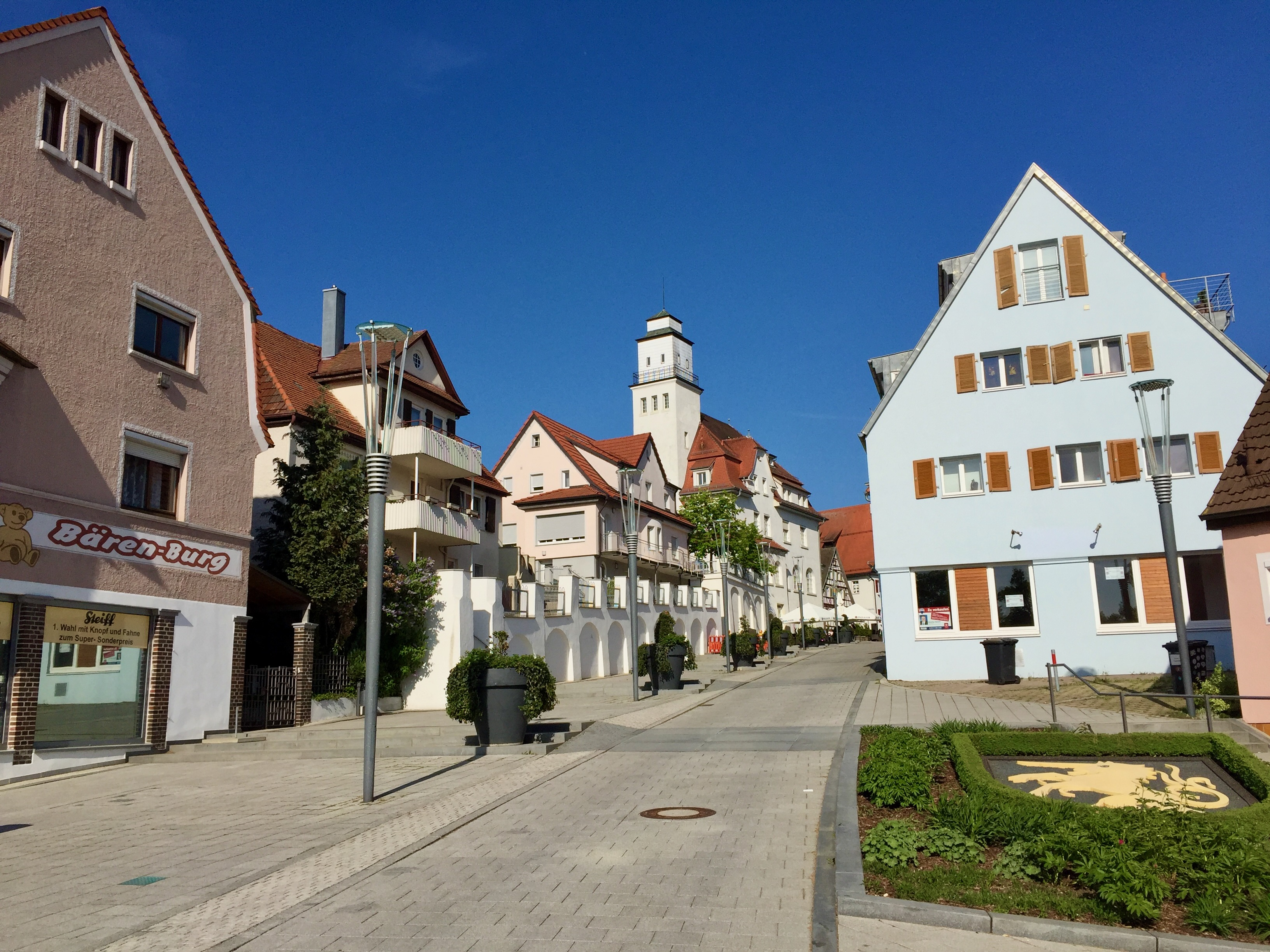
Centro de Giengen an der Brenz, parte do centro histórico

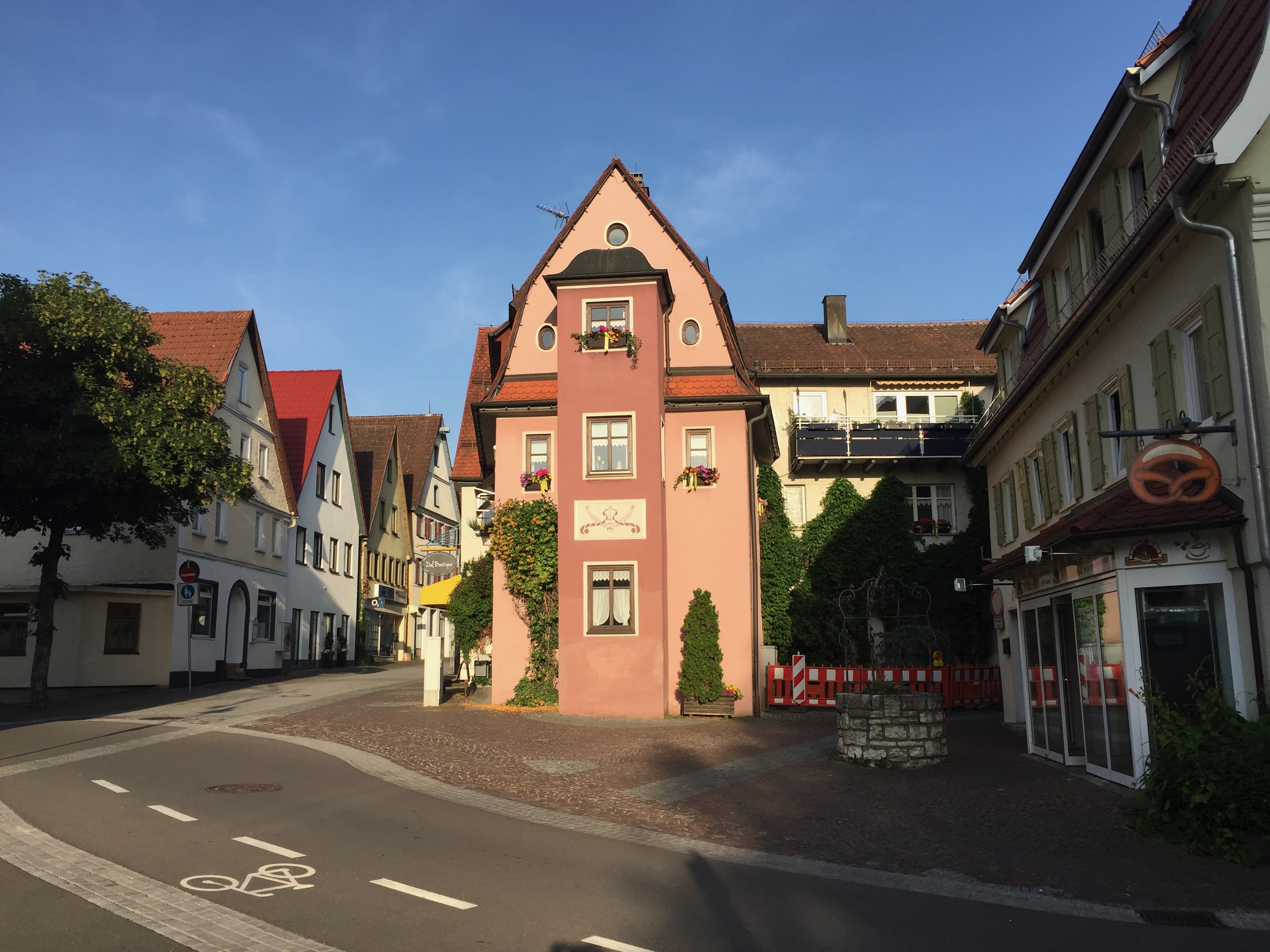
Rua do mercado (Marktstraße), rua central do centro histórico

## História
Evidências de todas as épocas da história humana, desde o Paleolítico, foram identificadas na região de Giengen.
Já em 100 d.C, os romanos construíram uma estrada de Heidenheim (latim: Aquileia) a Faimingen, e essa estrada passava ao norte da cidade de Giengen.
Na aldeia de Altengiengen (Giengen velha), cerca de um quilômetro ao norte-noroeste da atual cidade, os germanos já haviam construído um assentamento com uma igreja cristã no século VI dC.
A primeira menção escrita de Giengen remonta ao chefe civil e militar Diepold, que morreu como apoiador do rei Henrique IV na Batalha de Mellrichtstadt em 1078. 

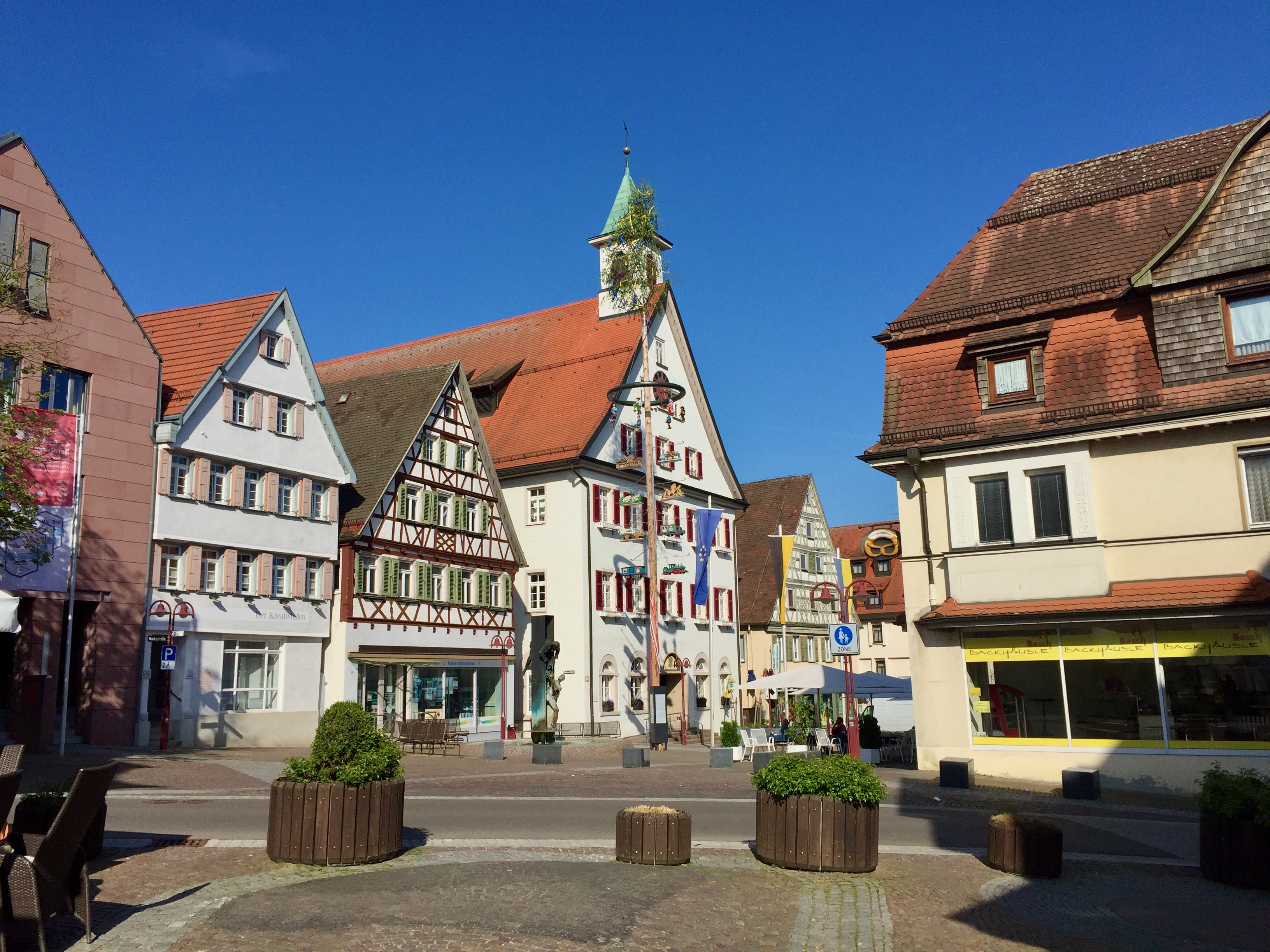
Centro histórico de Giengen

Giengen foi mencionada em 1078 como Giengin em uma crônica do mosteiro de Petershausen. A origem do nome não é conhecida.
A neta de Diepold, Adela von Vohburg, casou-se com Frederico I (Barbarossa), o futuro imperador do Sacro Império Romano-Germânico.
Assim Giengen caiu nas graças da família Staufer, a família nobre suábia que gerou príncipes e reis, e nos séculos XII e XIII dominou o Sacro Império Romano-Germânico. 
Isso permitiu à cidade, em 1391 de receber o status de cidade imperial, com direitos de mercado e de cidade independente.
O povoamento desenvolveu-se em torno de um castelo e já era mencionada como cidade no século XIII. Tinha escola própria desde 1334.
Em 1395 ela se juntou à Associação de Cidades da Suábia, no entanto, a cidade não conseguiu adquirir nenhum território.
Como cidade imperial, Giengen tinha o direito de “alta jurisdição”, o direito de impor a pena de morte para crimes graves. Em 1615, Apollonia Sailer (“Sailer Apel”) foi acusada de ser bruxa e condenada à morte na fogueira.
O apogeu foi alcançado no século XVI. Giengen foi considerada uma das menores, mas também uma das mais ricas cidades imperiais do Sacro Império Romano-Germânico.
A razão foi o artesanato qualificado, o rio Brenz como fornecedor de energia e alimentos, a situação favorável do trânsito e a área fértil circundante, que possibilitaram uma agricultura rentável.
Giengen aderiu à Reforma e juntou-se à União Protestante em 1608.
Em 1613, uma epidemia ceifou a vida de cerca de 200 moradores.
A maior catástrofe da história da cidade aconteceu durante a Guerra dos Trinta Anos.
Após a Batalha de Nördlingen, perdida pelos suecos em 1634, as tropas imperiais e espanholas vitoriosas avançaram. 
Devido ao descuido por parte das tropas de ocupação espanholas, o fogo ardeu por nove dias após a batalha de 5 de setembro, e a cidade imperial de Giengen foi completamente destruída dentro das fortificações, sobrando só alguns vestígios.
Apesar da reconstrução relativamente rápida, a importância anterior não pôde mais ser alcançada.
Para relembrar este dia, o pintor da cidade de Ulm, Stötzlin, natural de Giengen, criou o chamado “quadro em chamas”, que ainda hoje pode ser visto na igreja da cidade. 
Em 1802, Giengen passou a pertencer ao Ducado de Württemberg. 
No entanto, a primeira metade do século XIX foi caracterizada por um declínio económico.
Porém isso mudou com o início da industrialização. 
Em 1858, o posterior Conselheiro de Comércio Hans Hähnle fundou a “Fabricação de Feltro de Lã de Württemberg”, o núcleo da indústria alemã de feltro.
Margarete Steiff iniciou com sua fábrica de brinquedos de pelúcia, que ainda hoje é mundialmente famosa e se caracteriza pela marca registrada “botão na orelha”.

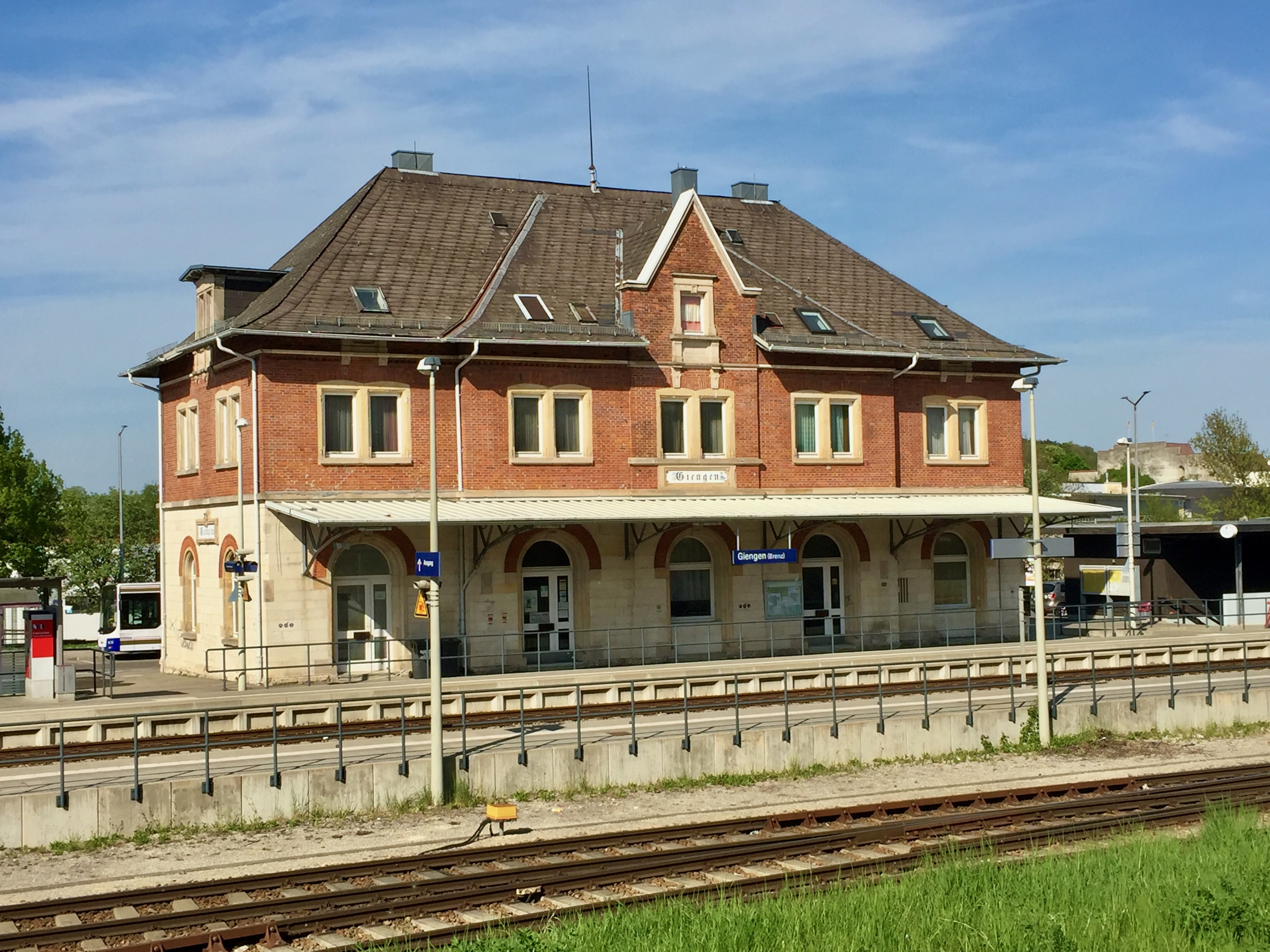
Estação de trem de Giengen

Em 1875, a construção da Ferrovia Brenz chegou à cidade, ligando-a à rede ferroviária de Württemberg.
As empresas que fabricam órgãos de tubo, equipamentos de extinção de incêndios, processadoras de lã, refinadoras de vidro criaram numerosos empregos e renovaram a prosperidade da cidade.
Após a Segunda Guerra Mundial, a cidade caiu na zona de ocupação americana e, portanto, pertenceu ao recém-fundado estado de Baden-Württemberg, que foi absorvido pelo atual estado federal de Baden-Württemberg em 1952. 
Após a Segunda Guerra Mundial, a população aumentou rapidamente devido ao afluxo de refugiados e pessoas deslocadas e, mais tarde, de trabalhadores estrangeiros, na sua maioria turcos, sicilianos e gregos.
A Bosch, que dentro de sua gama de produtos também se destaca como uma renomada fabricante de eletrodomésticos (nessa unidade refrigeradores e freezers), iniciou a produção em Giengen em 1949, e tornou-se a maior empregadora da cidade.
O parque industrial da autoestrada A7 oferece uma localização atraente, especialmente para empresas de logística orientadas para transportes.
Em 1972 a área urbana atingiu o tamanho atual.
Como parte da reforma administrativa de 1972, as comunidades anteriormente independentes de Burgberg, Hohenmemmingen, Hürben e Sachsenhausen tornaram-se parte da cidade central.
Para manter a qualidade de vida e a estrutura histórica  da cidade, a renovação gradual do centro da cidade começou em 1978.
A remodelação da Marktstraße com uma zona de pedestres em 1981, a renovação e modernização da Câmara Municipal em 1985 e a renovação do bairro antigo da cidade “Tanzlaube” estabeleceram padrões visuais até que perduram até hoje.
Seguiram-se outras medidas de preservação e embelezamento na área da cidade antiga.
Em junho de 1996, a população ultrapassava 20.000. Este foi um dos pré-requisitos para a elevação a grande cidade distrital, ocorrida em 1999.
Um aumento significativo nas atividades de lazer e na atratividade turística ocorreu com a inauguração do Museu Steiff.
Em Hürben teve a inauguração do museu de aventura Hohlen Schau Land, do centro de informações Hohlen Haus no paraíso das estalactites Charlottenhöhle, e do chamado Caminho de Jacó, uma versão em miniatura do percurso de peregrinação a Santiago de Compostela.
Em Burgberg teve a renovação e inauguração do antigo moinho de 1344, o histórico celeiro do moinho e a criação de um espaço recreativo e de lazer local.
Outra reformulação da Marktstrasse em Giengen ocorreu em 2021.
A designação de novas áreas residenciais, o desenvolvimento de um novo conceito de transporte para o centro da cidade e a maior expansão das atividades de lazer apontam o caminho para o futuro de uma cidade dinâmica no extremo leste dos Alpes da Suábia.